# Gary Gray (attore 1936)
Gary Dickson Gray (Los Angeles, 18 dicembre 1936 – Brush Prairie, 4 aprile 2006) è stato un attore statunitense.

## Biografia
Furono due clienti di suo padre, Bert Wheeler e Jack Benny, a suggerire che Gray potesse fare l'attore. Gray fece il suo debutto cinematografico nel film Volto di donna (1941), con Joan Crawford, e interpretò ruoli minori in film popolari come Il cielo può attendere (1943), Angoscia (1944) e Incontriamoci a Saint Louis (1944). Nel cortometraggio I Am an American (1944) interpretò Thomas Jefferson Kanowski, figlio dell'immigrato polacco immaginario Fydor Kanowski. Interpretò ruoli più sostanziali in film come Gli avvoltoi (1948) con Randolph Scott, Gun Smugglers (1948) con Tim Holt, Il vagabondo della foresta (1948) con Robert Mitchum, La prossima voce (1950) con Nancy Reagan e James Whitmore e Eredità selvaggia (1958) con Maureen O'Sullivan.
Nel 1956 Gray fu scritturato per il ruolo del sedicenne Jackie Jensen, in seguito un giocatore della Major League Baseball, in The Jackie Jensen Story, andato in onda nella serie antologica della NBC, Cavalcade of America. Jensen interpretò se stesso da adulto; Vivi Janiss fu scelta per il ruolo della madre di Jensen. Dopo il diploma liceale, recitò in più di 70 film, tuttavia da adulto i suoi ruoli da attore furono piuttosto di secondo piano, e principalmente per la televisione. All'inizio degli anni sessanta si ritirò dalla recitazione e si dedicò alla famiglia.
Nel 1960 avviò un'attività di manutenzione e riparazione di piscine. Negli ultimi venticinque anni dei suoi trentotto anni nel settore, Gray lavorò per due dei maggiori produttori internazionali di attrezzature per piscine come responsabile commerciale territoriale, regionale e nazionale. Gray era un oratore ed educatore ricercato per il "National Spa and Pool Institute" e per la "Independent Pool and Spa Service Association". Si ritirò dal settore delle piscine nel luglio 1999.
Raccolse i nastri dei suoi film e programmi televisivi, oltre a fotogrammi, poster e biglietti da visita della sua carriera di attore. A partire dalla metà degli anni 1990, fu ospite frequente di festival cinematografici in tutti gli Stati Uniti. Gli piaceva visitare i suoi fan e raccontare molte storie interessanti della sua lunga carriera. Giocava a golf per hobby. Gary Gray, che era sposato con Jean Charlene Bean e aveva 4 figli, morì di cancro a Brush Prairie, nello stato di Washington, all'età di 69 anni.

## Filmografia
- Volto di donna, 1941
- Serenata a Vallechiara, 1941
- The Meanest Man in the World, 1943
- It's a Great Life, 1943
- Il pazzo di Hitler, 1943
- Two Tickets to London, 1943
- Alaska Highway, 1943
- Il cielo può attendere, 1943
- Where Are Your Children?, 1943
- Beautiful But Broke, 1943
- Address Unknown, 1943
- Angoscia, 1944
- Once Upon a Time, 1944
- Le bianche scogliere di Dover, 1944
- Incontriamoci a Saint Louis, 1944
- Al tuo ritorno, 1944
- Youth for the Kingdom, 1945
- L'ora di New York, 1945
- Adventures of Rusty, 1945
- Men in Her Diary, 1945
- A ciascuno il suo destino, 1946
- Anni verdi, 1946
- Rendezvous 24, 1946
- La mamma non torna più, 1946
- Slightly Scandalous, 1946
- Tre ragazze in blu, 1946
- Three Wise Fools, 1946
- The Wonderful Ears of Johnny McGoggin, 1946
- Gay Bubbles, 1946
- My Brother Talks to Horses, 1947
- Backlash, 1947
- Too Many Winners. 1947
- The Millerson Case, 1947
- Living in a Big Way, 1947
- High Conquest, 1947
- Torbidi amori, 1947
- Swing the Western Way, 1947
- Heaven Only Knows, 1947
- Tenth Avenue Angel, 1948
- Best Man Wins, 1948
- Gli avvoltoi, 1948
- Fighting Back, 1948
- Night Wind, 1948
- Il vagabondo della foresta, 1948
- Smith il taciturno, 1948
- Gun Smugglers, 1948
- Henry, the Rainmaker, 1949
- Streets of San Francisco, 1949
- Leave It to Henry, 1949
- The Girl from Jones Beach, 1949
- Masked Raiders, 1949
- The Great Lover, 1949
- Father Is a Bachelor, 1950
- Father Makes Good, 1950
- La prossima voce, 1950
- Due settimane d'amore, 1950
- Father's Wild Game, 1950
- L'oro delle montagne, 1951
- Father Takes the Air, 1951
- Royal Playhouse, 1951
- Family Theater, 1951-1958 (tre episodi)
- Rodeo, 1951
- Crazylegs, 1953
- Annie Oakley, 1954
- Le avventure di Jet Jackson (Captain Midnight) – serie TV, episodio 1x03 (1954)
- Cavalcade of America, 1955
- The First Hundred Days, 1955
- Studio 57, 1956
- The Lineup, 1956
- Gioventù ribelle, 1956
- Emergency Hospital, 1956
- Make Room for Daddy, 1956
- Hey, Jeannie!, 1956
- The Adventures of Jim Bowie, 1956
- December Bride, 1956
- Lucy ed io, 1956
- Man Without a Gun, 1956
- Le leggendarie imprese di Wyatt Earp, 1957-1960 (tre episodi)
- Eredità selvaggia, 1958
- The Party Crashers, 1958
- 26 Men – serie TV, episodi 2x07-2x09 (1958)
- Trackdown, 1959
- Tumbleweed: Baron of Purgatory, 1959
- Terror at Black Falls, 1962